# Solanum inodorum
Solanum inodorum är en potatisväxtart som beskrevs av Vell. Solanum inodorum ingår i släktet skattor som ingår i familjen potatisväxter. Inga underarter finns listade i Catalogue of Life.